# バスドラム

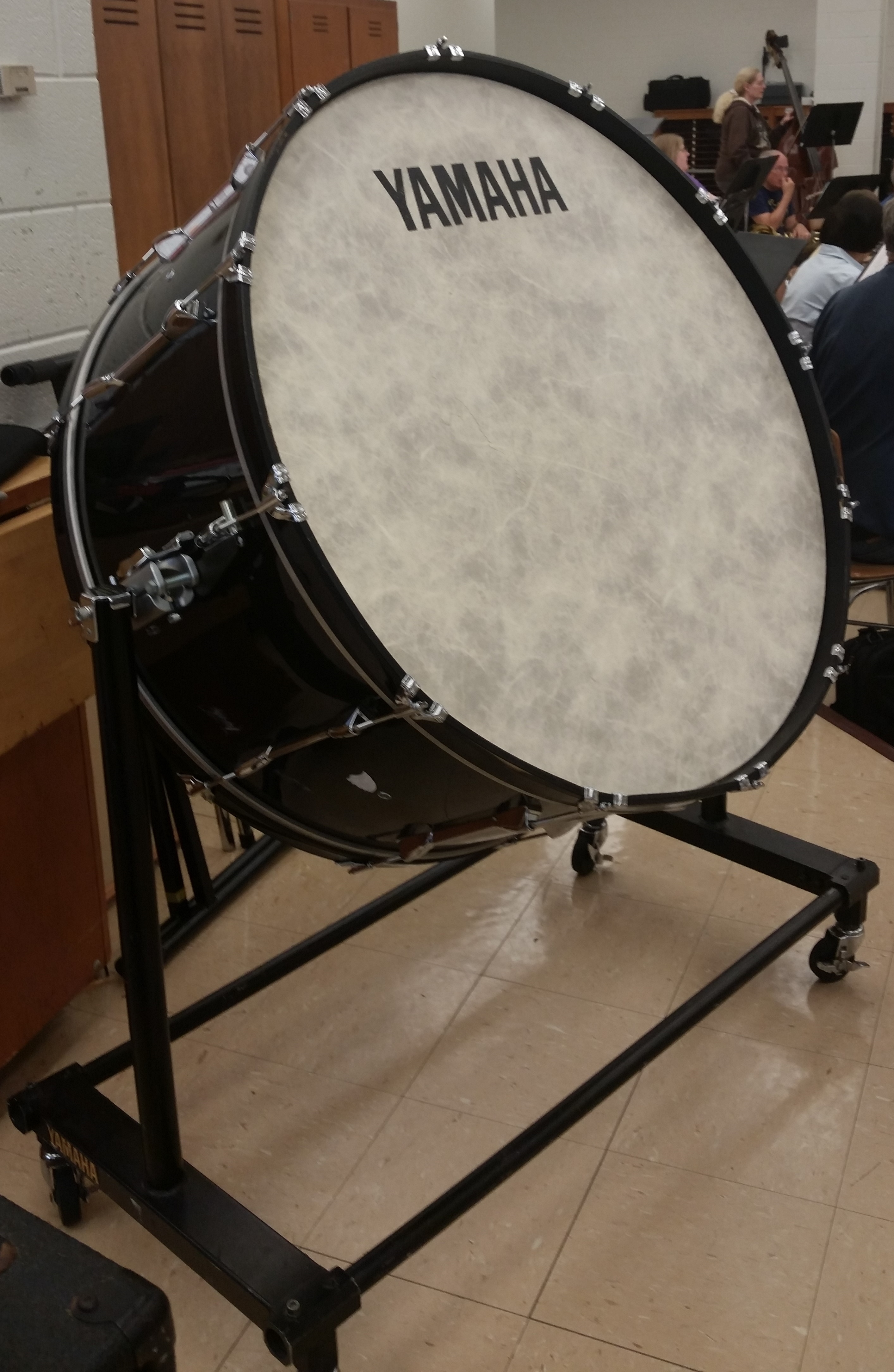
バスドラム
写真は奏者側から見た様子で、専用のスタンドに設置され、打面をやや傾けてセットした、吹奏楽団やオーケストラにおける典型的な使用例である。

バスドラム（Bass Drum, ベースドラム）は、西洋音楽に使われる打楽器である。グランカッサなども同義。スネアドラムを小太鼓というのに対し、バスドラムを大太鼓ということもある。
筒状の胴の両端に膜を張った両面太鼓であり、膜鳴楽器に分類される。一定のピッチを判別しがたい、低い音が出る。民俗音楽やクラシック音楽での使用が早く、後にソウル、ジャズ、ファンク、ロックなどのポピュラー音楽でも使用された。

## 概要
歴史的に知られている、最も早い時期に使用されたバスドラムは、トルコのdavulであり引き伸ばしてシェルにつけて使用した。クラシック音楽ではティンパニに比べて地味な存在であり、ポピュラー音楽、特にブラック・ミュージックでは花形楽器になる場合も多く見られる。 
日本語では大太鼓と呼ぶが単に大きい太鼓一般を示す言葉ではなく、バスドラムを示す言葉として使われている。そのため、他の分類の太鼓より小さい大太鼓（バスドラム）も存在する。
撥（ばち）はマレットと呼び、通常は直径10センチほどの柔らかいヘッドのついたマレットで叩いて演奏する。また。マレットには様々な材質・大きさのヘッドのものがあり、曲の表情によってマレットを持ち替える（使い分ける）事が一般的である。マレットの選定は、打楽器奏者自身が、もしくは指揮者の指示や協議で決定するが、「やわらかいマレットで」などと作曲者によって既に譜面上に指定されていることもある。またマレットの柄の重さや長さによっても音の大きさや力強さが違うので注意を要する。場合によってはシャフト（柄）の両端にヘッドの付いたマレットや、ティンパニのような小さいヘッドのマレットを用いる。ティンパニ・マレットそのものを使用することもある。
オーケストラでは、明確なピッチの得られるティンパニが最初から定席を得ているのに対し、バスドラムは定席を得ていない。最初、古典派の時代に、トライアングルやシンバルと共に、トルコ軍楽隊の音楽の模倣（トルコ行進曲など）に使われだした。その後、ティンパニと共に打楽器群の低音を担当し、限られた音数しか出せないティンパニを補完したり、音量、音色を補うことが行われるようになった。しかしそれでもまだ、充分に定席を得ているとは言えない。
されど沢山の倍音の底辺には28～35ヘルツ付近の正弦波に近い成分が含まれており、その帯域以下の波形を客席までしっかりと届けるのは、生音楽器としてはパイプオルガンの足鍵盤とバスドラムだけと言える。
吹奏楽においては、大多数の楽曲で編成に組み込まれており、重要なパートの一つである。専用のスタンドに固定して用いられるが、マーチングバンドで用いられるマーチングバスドラムはキャリングホルダーで担ぐ形で用いられる。
大型の楽器であって、直径が60～100センチメートルであるが、胴の長さは直径に比べれば浅く、直径の1/2から2/3くらいである。より重厚な音を求めて、従前の製品よりも直径に対する胴の長さの割合が高い、深胴型・超深胴型などと呼称されるタイプのコンサートバスドラムが、いくつかのメーカーから発売されている。一般的には、通常の管弦楽曲や吹奏楽曲の演奏では、一例として、36インチ×22インチ や 32インチ×20インチ といった直径・深さのものや、それよりやや浅めの胴の 36インチ×18インチ や 32インチ×16インチ といったものが用いられることが多いが、これ以外にも様々な直径・深さの製品が各メーカーから出されており、譜面上の指定や曲想に応じて適宜のサイズの楽器を選択して用いる。ドラムセットのバスドラムでは、直径が12インチなのに対し、深さが22インチという、いわゆる「深胴」タイプのバスドラムが日本のメーカーから発売されている。
ポピュラー音楽において、ドラムセットに組み入れられて使用される。（下述）

## ドラムセットにおけるバスドラム

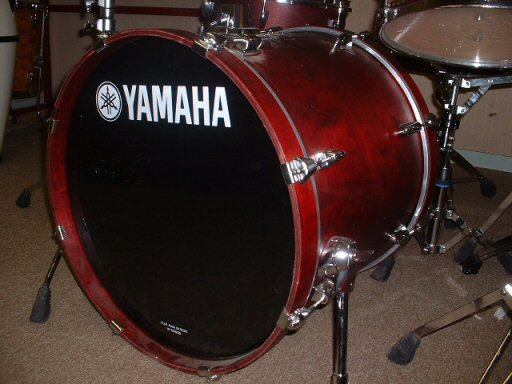
ドラムセットに組み込まれたバスドラム

低く力強い音が出るため、ドラムセットにおいては欠かせないものとなっている。主にバスドラムは1つセットさせているのが主流だが、2つセッティングして2バスドラムにするドラマーもいる。2バスのドラムの原点は、ジャズドラマーのルイ・ベルソンが原点と言われている。その後彼の影響を受けたジンジャー・ベイカーが、ロックに2バスのドラムセットを持ち込んだ。ヘヴィメタルのバンドでは、2バスが多く見られるが、スペースの関係で1つしかバスドラムを設置出来ない場合など、1つのバスドラムで2つ設置した時と同等の効果を得る為に、ツインペダルという特殊なペダルを使用する場合がある。

### ダブル・バスドラム
また幅広い表現を求めるために、キース・ムーンやジンジャー・ベイカー、村上 “ポンタ” 秀一のように、複数のバスドラムをドラムセットに組み込むドラマーも存在する。テリー・ボジオに至っては、最大8台のバスドラムを使用している。

### デジタル・バスドラム
時代は大きく変わり、デジタルでバスドラムの音を表現できるようになった。有名な使用者としては、テディ・ライリーらがあげられる。

### ポピュラー音楽においてのバスドラムの奏法
ポピュラー音楽において、ドラムセットに組み込まれたバスドラムはペダルを踏む際に色々な工夫を施すことで、微妙な拍の強弱やアクセント、音量を自在に変化させることができる。

#### オープン奏法 クローズ奏法
オープン奏法はバスドラムをキックした際、足をペダルからすぐ離すことによって、バスドラムのヘッドからすぐビーターを離す奏法のこと、クローズ奏法はバスドラムをキックした際、足をペダルから離さず、ビーターをバスドラムのヘッドに押し付ける奏法のことである。オープン奏法は音の余韻が長く、大砲の発射音の様な音を出すのに対し、クローズ奏法は音の余韻をミュートした音を出す。この2つの奏法を使い分けられれば、リズムパターンに微妙な音の変化を付けることができる。ただし、どんな奏法においても同じことが言えるが、聞き手に伝わらなければ意味がなく、ギターやベースなどの別の楽器が、大音量で演奏し、バスドラムの音が埋もれてしまっては、違いを聞き分けることは難しい。この問題を解消する方法として、CD音源等の場合はミックスダウンの際、バスドラムの音を大きくミキシングするか、そうでなければ他の楽器の音に埋もれないぐらい、バスドラムを力強くキックするほかない。尚、オープン奏法でもペダルから足を離さない奏法もある。ペダルから足を離す方法に比べて安定度が増す、とする奏者も存在する。また、ジャズにおいてはビートの主がシンバルでタムタムも2個と少数である事が多く、径の小さいバスドラムのオープン奏法を第3のタムタムとして使用する事もある。

#### ヒールアップ奏法 ヒールダウン奏法
ヒールアップ奏法とヒールダウン奏法の違いは、バスドラムをキックする時、踵を床から浮かせてバスドラムを演奏するか(ヒールアップ奏法)、踵を床に着けてバスドラムを演奏するか、(ヒールダウン奏法)の違いのみである。ドラマーに使用される頻度はヒールアップ奏法の方が上で、多くのドラマー、特にハードロックやヘヴィメタルのドラマーはほとんどがヒールアップ奏法を用いている。その理由としてヒールダウン奏法よりヒールアップ奏法の方が体重を掛けやすく、大きな音を出しやすいということが挙げられるが、踵を浮かせる分だけヒールダウン奏法に比べ体のバランスが崩れやすい。ヒールダウン奏法は多くの場合、ジャズなどで使用される。また、ヒールダウン奏法は足、特に脛の付近の部分にかかる負担が大きく、ライブやコンサート等の長時間演奏に耐えるのは相当の訓練が必要である。

#### アップダウン奏法 スライド奏法 スウィングステップ奏法
アップダウン奏法とスライド奏法、およびスウィングステップ奏法はバスドラムのダブルアクション（二連打）のキックの仕方であり、その際の足の動作によって区別される。アップダウン奏法は膝が1回上下する間にビーターで2回叩くもので、例えばかかとでバスドラムを1回キックした後、すぐにペダルから離し、瞬時に爪先でもう1度キックするといった奏法のことである。前文のパターンはあくまで1つの例なので、これ以外のパターンも多数、存在する。スライド奏法は足をペダルに着けたまま、下から上にスライドさせて2回、音を出す奏法のことである。スウィングステップ奏法は左右にかかと、またはつま先をスライドさせて2回、音を出す奏法で、前者のツーパターンよりも音の安定度が均等で連打にも適している。一般的に難易度もアップダウン（ダウンアップ）→スライド→スウィングステップと上がっていく。

## ポピュラーの主な楽曲
- ジャズ
  - デイヴ・ブルーベック：「テイク・ファイブ」
- ソウル
  - キング・カーティス：「メンフィス・ソウル・スチュー」[6]
  - ジェームス・ブラウン：「アイ・ガット・ザ・フィーリング」[7]
  - キース・スウェット：「アイ・ウォント・ハー」
  - ガイ：「グルーブ・ミー」

## クラシックの主な楽曲
一作曲家、一曲掲載。
- 管弦楽曲
  - ベートーヴェン：交響曲第9番
  - チャイコフスキー：序曲1812年（大砲のかわりに使われることもある）
  - ヴェルディ：レクイエム
  - ヨハン・シュトラウス2世：雷鳴と稲妻（バスドラムが雷鳴を、シンバルが稲妻の音を模している）
  - リムスキー＝コルサコフ：シェヘラザード
  - マーラー：交響曲第10番（補筆完成版の第5楽章では冒頭に最強音で連打される）
  - ストラヴィンスキー：春の祭典
  - メシアン：トゥランガリーラ交響曲（ティンパニが編成から除かれ、重低音打楽器はバスドラムが担当する）
  - ペルト：フラトレス（弦楽合奏と打楽器のための版）（打楽器奏者はクラベスを大太鼓に当てて、クラベスと大太鼓を同時に演奏する。弱奏主体のこの曲ならではのくぐもった独特の響きが得られる）
  - コダーイ：ハーリ・ヤーノシュ（4楽章では度々ソロを叩き、6楽章（終楽章）の最後では他の全楽器が終止した直後に強打一発で曲を締める）
- 吹奏楽曲
  - サミュエル・バーバー：コマンド・マーチ（爆弾の落ちる音を模している）
  - エリック・ウィテカー：ラスベガスを食い尽くすゴジラ（ゴジラの足音を模している）

## 音楽以外でのバスドラム
日本における野球応援などで応援団がバスドラムを使用することがある。校歌や応援歌などの演奏時にリズムを取ったり、大きな音が出ることからそれによって自軍を鼓舞し相手に威圧感を与えたりする目的で使用される。

## 主なメーカー
- レフィーマ
- ラディック
- ソナー（SONOR）
- グレッチ
- 星野楽器（TAMA）
- ヤマハ
- パール
- カノウプス

他